# Alfred Jonsson (politiker)
För andra personer med samma namn, se Alfred Jonsson
Alfred Jonsson (i riksdagen kallad Jonsson i Lycksele), född 18 september 1866 i Bjurholms församling, död 11 juni 1937 i Lycksele, var en svensk handlare och politiker (liberal).
Alfred Jonsson, som kom från en bondefamilj, var urmakare och diversehandlare i Lycksele 1890–1925. Han hade även kommunala uppdrag i Lycksele landskommun och var ledamot i Västerbottens läns landsting 1914–1926.
Han var riksdagsledamot i andra kammaren 1906–1908 för Västerbottens västra domsagas valkrets och tillhörde Frisinnade landsföreningens riksdagsgrupp Liberala samlingspartiet. I riksdagen var han suppleant i tillfälliga utskottet 1906–1908. Han engagerade sig bland annat för byggandet av Inlandsbanan.

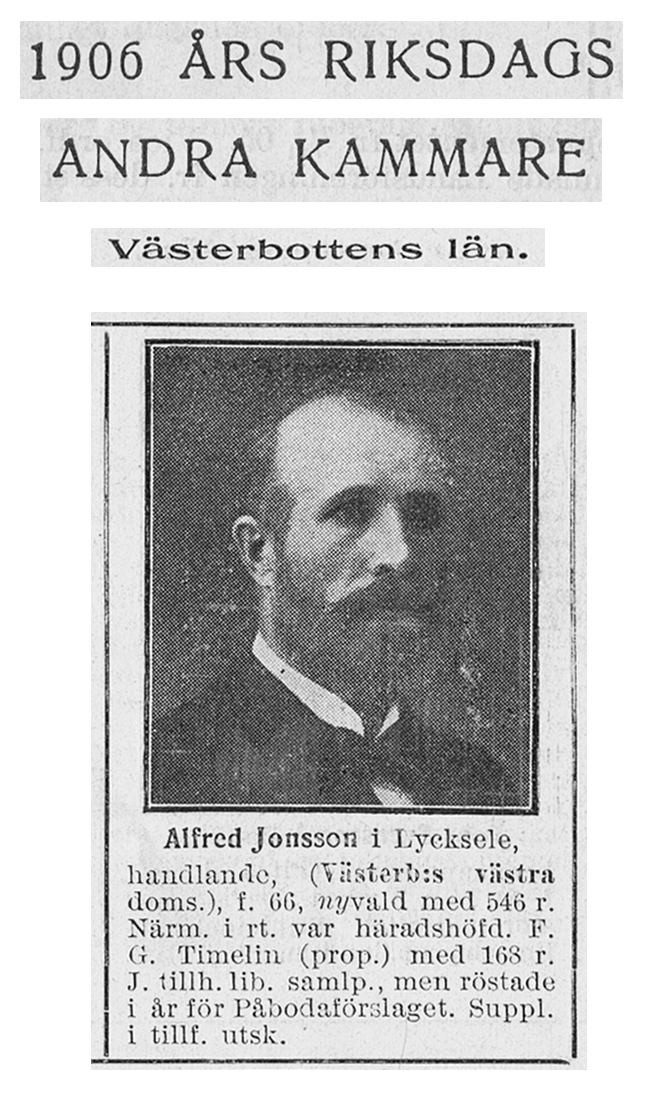
Riksdagsmän 1906